# NGC 2876
NGC 2876 ist ein verschmelzendes Galaxienpaar im Sternbild Wasserschlange. Sie ist schätzungsweise 265 Millionen Lichtjahre von der Milchstraße entfernt.
Das Objekt wurde am 5. März 1880 von dem Astronomen Edouard Stephan entdeckt.